# Txístopol
Txístopol - Чистополь (rus) - és una ciutat de la República del Tatarstan, a Rússia.

## Història
La vila nasqué a començaments del segle xviii amb el nom de Txístoie. El 1763 tenia 1000 habitants, amb una activitat sobretot de producció de cereals. El 1781 Tsístoie rebé l'estatus de ciutat. Es desenvolupà al llarg del segle següent com un important centre de comerç de cereals de la regió del Volga.